# Eduardo Ramos
Eduardo Ramos (8 novembre 1949) è un ex calciatore messicano, di ruolo difensore.

## Carriera
Con la nazionale messicana ha preso parte al campionato del mondo 1978, tenutosi in Argentina.
Dopo il suo ritiro come giocatore, ha partecipato come assistente allenatore in alcune squadre, tra cui l'Atlas nel 2003, e ha anche svolto il ruolo di coordinatore tecnico nel Potros UAEM.

## Palmarès

### Club

#### Competizioni nazionali
- Campionato messicano: 2

Toluca: 1967-1968, 1974-1975

#### Competizioni internazionali
- CONCACAF Champions' Cup: 1

Toluca: 1968